# Rugievit
Rugievit (også kaldet Ruevit), hvilket betyder "Herren fra Rügen" var i vendisk mytologi Rügens beskytter. Han havde syv hoveder, og bar syv sværd i bæltet og et i hånden.